# 東野姓
東野姓是中國姓氏之一，最早可追溯至周公长子伯禽三子子魚的封地，源於魯國。百家姓中亦無此姓氏。
另外东野也是日本的姓氏之一，如著名作家东野圭吾等。